# Мюхлюз кале
Михалич (Мъглиж, Мюхлюз кале) е средновековно укрепление, разположено върху носообразно възвишение северно от днешния общински град Аксаково, област Варна. 

## Свидетелства и извори
Според археологическите данни, укреплението е отделено с дълбок ров от южните склонове на Франгенското плато, а крепостната стена следва конфигурацията на терена. При ъглите на укреплението се очертават големи кръгли кули, а на източната стена е установена порта, фланкирана с две правоъгълни кули. Датирането на укреплението се базира на характеристиките на градежа и находките от ранновизантийска и средновековна керамика, накити, въоръжение, монети от V-VI в. Вероятно крепостта е неподдържана след славяно- аварските нашествия в началото на VII в. Отново е активно обитавана през ХIV в., вероятно в състава на Добруджанското деспотство. Твърдината е спомената от Мехмед Нешри под името Миглоч във връзка с похода на Али паша към Дръстър през 1388 г. Разрушена е окончателно през ХV в. - на 6 ноември 1444 г. при похода на Владислав III Ягело.